# Alexandrowka (Gostomlja)
Alexandrowka (russisch Александровка) ist ein Dorf (derewnja) in der Oblast Kursk in Russland. Es gehört zum Rajon Medwenka und zur Landgemeinde (selskoje posselenije) Gostomljanski selsowjet.

## Geographie
Der Ort liegt gut 35 km Luftlinie südwestlich des Oblastverwaltungszentrums Kursk im südwestlichen Teil der Mittelrussischen Platte, 21 km nordwestlich des Rajonverwaltungszentrums Medwenka sowie 5 km vom Sitz des Dorfsowjet – 1. Gostomlja und 54 km von der Grenze zwischen Russland und der Ukraine entfernt am Torrente Bely Kolodes (rechter Nebenfluss des Reut im Becken des Seim).

### Klima
Das Klima im Ort ist wie im Rest des Rajons kalt und gemäßigt. Es gibt während des Jahres eine erhebliche Niederschlagsmenge. Dfb lautet die Klassifikation des Klimas nach Köppen und Geiger.

## Bevölkerungsentwicklung
| Jahr | Einwohner |
| ---- | --------- |
| 2002 | 38        |
| 2010 | ▼25       |

Anmerkung: Volkszählungsdaten

## Verkehr
Alexandrowka liegt 17,5 km von der Fernstraße föderaler Bedeutung M2 „Krim“ (ein Teil der Europastraße E105), 3 km von der Straße regionaler Bedeutung 38K-004 (Djakonowo – Sudscha – Grenze zur Ukraine), 3 km von der Straße interkommunaler Bedeutung 38N-096 (38K-004 – Tarassowo), an der Straße 38N-097 (38N-096 – Alexandrowka) und 17,5 km von der nächsten Eisenbahnhaltestelle 439 km (Eisenbahnstrecke Lgow-Kijewskij – Kursk) entfernt.
Der Ort liegt 107 km vom internationalen Flughafen von Belgorod entfernt.